# Kletzin
Kletzin (pol. Kluczyn) – gmina w Niemczech, w kraju związkowym Meklemburgia-Pomorze Przednie, w powiecie Mecklenburgische Seenplatte, wchodząca w skład Związku Gmin Demmin-Land.
Dzielnice:
- Kletzin
- Pensin
- Quitzerow
- Ückeritz